# Валли-Фолс (парк штата)
Парк Валли-Фолс (англ. Valley Falls State Park) — парк штата, занимающий 4,63 квадратных километра вдоль обоих берегов реки Тигарт, на территории округов Марион и Тейлор, в штате Западная Виргиния, в США. Парк находится в 11 километрах к югу от поворота 137 на межштатной автомагистрали I-79.
Главной особенностью парка является длинный участок водопадов на границе между округами Мэрион и Тэйлор. Перспективным видом отдыха в парке является спуск на байдарках. Однако, в настоящее время плавание не допускается.
В XIX веке небольшая община проживала вдоль реки на современной территории парка. От неё до нашего времени сохранились руины лесопилки и  мукомольной мельницы.
На территории парка также находятся волейбольная и детская площадки, места для пикника и рыбалки, пешие туристические тропы, горные велосипедные тропы. Доступен каякинг.